# Nacionalismo occitano

Bandera utilizada por el nacionalismo e independentismo occitano.

El nacionalismo occitano es un movimiento político que reivindica la nacionalidad, autodeterminación e incluso independencia política de Occitania, territorio donde se extiende la lengua occitana. Reivindica básicamente gran parte del sur de Francia, además de Mónaco, el Valle de Arán (en territorio español) y los Valles Occitanos (en territorio italiano) como parte de la nación occitana. El fundamento del nacionalismo es principalmente lingüístico y cultural, aunque actualmente el idioma occitano es minoritario en todo su ámbito lingüístico.

## Orígenes actuales

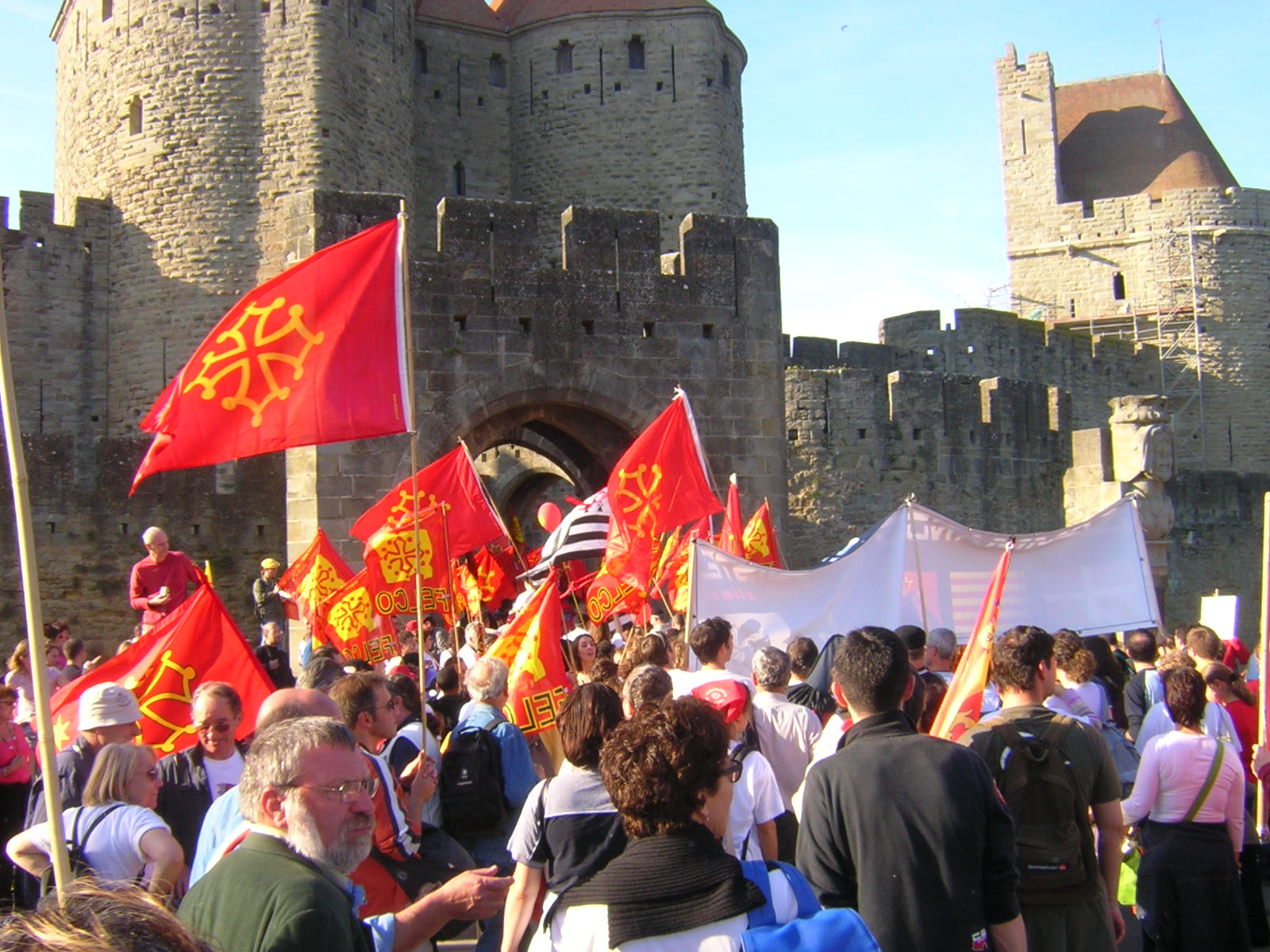
Manifestación occitanista celebrada en Carcasona en 2005.

El nacionalismo occitano surge como un sentimiento de agravio de las regiones del sur de Francia provocado por la reestructuración económica y energética emprendida por el gaullismo durante la década de 1960, que habría dado prioridad a las más prósperas regiones del norte. Posteriormente, a partir de 1968 se da un resurgimiento cultural occitano que, combinado con la protesta económica, desemboca en la década de 1970 en una reivindicación nacionalista que consideraba que Occitania era una colonia interna del Estado francés.
El devenir de la coyuntura económica internacional en las siguientes décadas desbordó la explicación del colonialismo interno y, a la par que otros movimientos nacionalistas tanto del resto de Francia como de Europa, el eje central de la reivindicación pasó a ser la identidad cultural y el derecho de las minorías.
Durante la década de 1980 el nacionalismo occitano languideció y fue perdiendo influencia en la sociedad debido básicamente a su fragmentación en numerosos partidos y organizaciones de distinta ideología, y a su incapacidad para poder articular un movimiento romanticista que abarcara un territorio tan amplio (entre un tercio y la mitad de Francia) con una realidad social muy heterogénea. A partir de la década de 1990 el nacionalismo occitano podría calificarse de movimiento marginal.
En 1959, François Fontan creó en Niza el Partido Nacionalista Occitano (PNO), ahora el Partido de la Nación Occitana. El PNO aparece regularmente en las elecciones en la parte occitana de sur de Francia y en los valles occitanos de Italia (elecciones municipales, elecciones parlamentarias, elecciones departamentalas, electiones europeas, elecciones regionalas), pero los resultados electorales son bajos, excepto en 1978, cuando ganó el comité local del PNO las elecciones municipales en Fraisse. El PNO está trabajando a veces con movimientos compatibles (con los ecologistas de la cooperativa política "Le Bien Commun" a las elecciones regionales de 2015, con los centristas e los ecologistas de "Libres e Independientes" a las elecciones departamentales de 2015 , con los regionalistas Occitanos de "Bastir" desde 2013 ...). De hecho, el PNO es el más antiguo partido nacionalista occitano todavía activo.
No obstante, el nacionalismo occitano ha ganado influencia a partir de la creación de Libertat!, organización independentista y de izquierdas, en 2009. En 2015 surge en el Valle de Arán, único territorio occitano en España, una organización asamblearia llamada Corròp. Esta organización apoya un Valle de Arán autónomo dentro de una Cataluña independiente, lo que consideran que sería positivo para Occitania como proyecto nacional.

## Territorio reivindicado

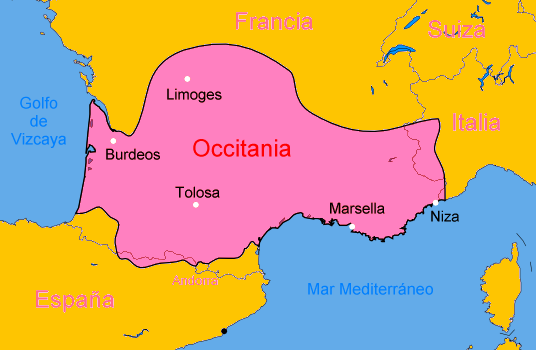
Mapa político de Occitania según el nacionalismo occitano.

El nacionalismo occitano propone como capital de Occitania a la ciudad de Toulouse.
En la siguiente tabla se detalla la extensión y población de los territorios reivindicados por el nacionalismo occitano:
| País                 | Territorio reivindicado                                                                      | Extensión (km²) | Habitantes |
| -------------------- | -------------------------------------------------------------------------------------------- | --------------- | ---------- |
| España               | Valle de Arán (Cataluña)                                                                     | 634             | 10.000     |
| Francia              | Aquitania (excepto el País Vasco francés)                                                    | 38.366          | 2.800.000  |
| Francia              | Auvernia (excepto Allier)                                                                    | 26.013          | 1.327.000  |
| Francia              | Languedoc-Rosellón (excepto los Pirineos Orientales)                                         | 23.260          | 2.098.000  |
| Francia              | Lemosín                                                                                      | 16.942          | 712.000    |
| Francia              | Mediodía-Pirineos                                                                            | 45.348          | 2.687.000  |
| Francia              | Provenza-Alpes-Costa Azul                                                                    | 31.400          | 4.666.000  |
| Francia              | Ródano-Alpes (excepto Ain, Isère, Loira, Ródano, Saboya, Alta Saboya y la Metrópoli de Lyon) | 12.000          | 6.000      |
| Italia               | Guardia Piamontesa (Calabria)                                                                | 21              | 2.000      |
| Italia               | Los Valles Occitanos (Liguria)                                                               | 4.500           | 200.000    |
| Italia               | Valles Occitanos (Piamonte)                                                                  | 4.500           | 200.000    |
| Principado de Mónaco | Principado de Mónaco                                                                         | 2               | 33.000     |
|                      | Occitania                                                                                    | 190.986         | 14.735.000 |